# Inađol
Inađol (szerbül: Инађол), település Bosznia-Hercegovinában, Srbac községben, Bosanska krajina területén, a Szerb Köztársaságban. 

## Fekvése
Bosznia-Hercegovina északi részén, Banja Lukától légvonalban 42, közúton 49 km-re északkeletre, községközpontjától 1 km-re délnyugatra, az Orbász jobb partja mentén fekvő síkságon, az Ina-patak mentén, 90-91 méteres tengerszint feletti magasságban található.

## Népessége
| Nemzetiségi csoport | Népesség 1991 | Népesség 2013 |
| ------------------- | ------------- | ------------- |
| Szerb               | 634           | 774           |
| Bosnyák             | 34            | 17            |
| Horvát              | 5             | 4             |
| Jugoszláv           | 63            | 0             |
| Egyéb               | 49            | 17            |
| Összesen            | 785           | 812           |

## Története
Andrija Zirdum kutatásai szerint ezen a helyen már a középkorban ferences rendház állt, melyet az oszmán hódítás során romboltak le. A térség 1535/36-ban került oszmán uralom alá, amikor is Husref bég elfoglalta a közeli Kobaš és Levač várait. Ez a terület a Kobaši kádiluk, a Banja Luka-i vijalet és a Boszniai szandzsák része lett.
A térség 1878-ig tartozott az Oszmán Birodalomhoz, ekkor a berlini kongresszus határozata alapján az Osztrák-Magyar Monarchia része lett. A mai település ezt követően jött létre, amikor a térségben jelentős betelepítések történtek. A Srbac környéki egyes lakott helyek elhelyezkedésére és eredetére vonatkozó adatok azonban nem maradtak fenn. A monarchia szétesésével 1918-ban előbb a Szerb-Horvát-Szlovén Királyság, majd 1929-től a Jugoszláv Királyság része. Az 1929-es törvény értelmében, amikor Bosznia-Hercegovinát négy banovinára, Drinskára, Vrbaskára, Zetskára és Primorskára osztották, a település a Vrbaska banovina része lett, amelynek székhelye Banja Luka volt. Jugoszlávia megszállása után a Független Horvát Állam (NDH) része lett. A második világháború után a szocialista Jugoszláviához tartozott. A daytoni békeszerződést követő területfelosztásnál Srbac község részeként a Szerb Köztársaság területéhez került.